# Copionodon pecten
Copionodon pecten är en fiskart som beskrevs av De Pinna 1992. Copionodon pecten ingår i släktet Copionodon och familjen Trichomycteridae. IUCN kategoriserar arten globalt som livskraftig. Inga underarter finns listade i Catalogue of Life.